# Valentina Kostikova
Valentina Koezminitsjna Kostikova (Russisch: Валентина Кузьминична Костикова; geboortenaam: Куликова; Koelikova) (Demjanovo, District Korablinski, Oblast Rjazan, 20 maart 1935 - Moskou, 1997) is een basketbalspeler van het nationale damesteam van de Sovjet-Unie. Ze werd Meester in de sport van de Sovjet-Unie in 1959.

## Carrière
Kostikova speelde voor MAI Moskou, Serp i Molot Moskou en RSFSR Moskou en won het landskampioenschap van de Sovjet-Unie in 1955, 1956 en 1959. Als speler voor het nationale team van de Sovjet-Unie won ze goud op de Europese kampioenschappen in 1956, 1960 en zilver in 1958. Ook won ze zilver op het wereldkampioenschap in 1957 in goud in 1959.

## Erelijst (speler)
- Landskampioen Sovjet-Unie: 3
  - Winnaar: 1955, 1956, 1959
  - Derde: 1962
- Spartakiad van de Volkeren van de USSR: 2
  - Winnaar: 1956, 1959
- Wereldkampioenschap: 1
  - Goud: 1959
  - Zilver: 1957
- Europees Kampioenschap: 2
  - Goud: 1956, 1960
  - Zilver: 1958